# 狼筅

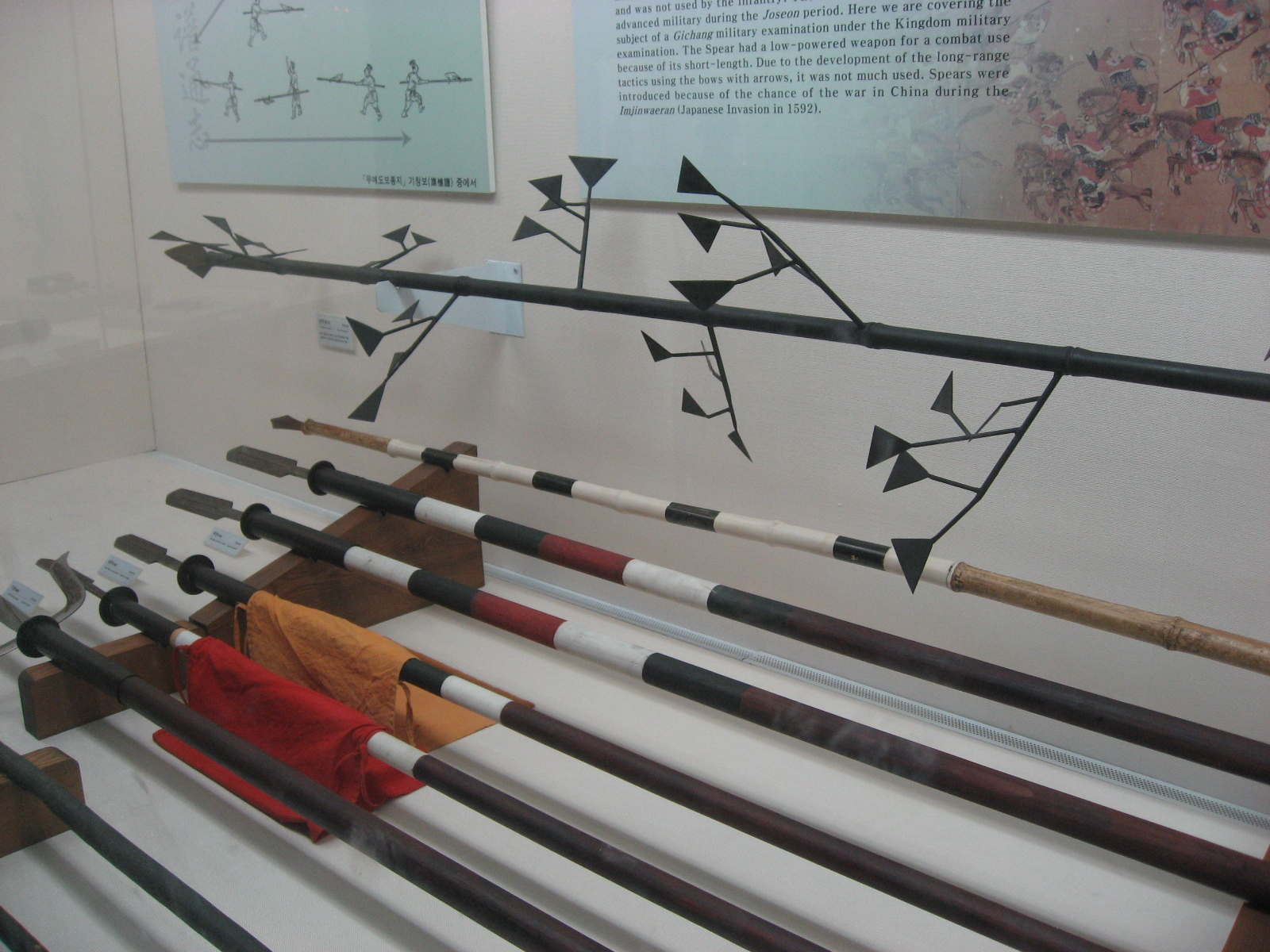
一番上が狼筅

狼筅（ろうせん）は、中国、朝鮮で使用された長柄武器の一種。

## 概要
形状は、枝葉がついたままの青竹に穂先をつけた槍。明の武将戚継光により、対倭寇戦に考案された武器である。
それまでの対倭寇戦では、日本刀で槍の柄を切り落とされて兵が敗走することが相次いでいた。そこで、しなって切り落としにくく、近づいて切るにも枝葉が邪魔をする狼筅が発案された。急ごしらえの未熟な兵には、枝葉は間合いをはかる役にも立ったという。弱点として通常の槍よりも重く、腕力が必要だった。戚継光の兵術は「鴛鴦陣」と呼ばれ、単独の武装の兵で構成される部隊（純隊）ではなく、兵に様々な武器を持たせた部隊（花装）によるもので、狼筅はその隊伍の先頭に立ち、敵の攻撃を阻む目的で使用された。武術としても後世に伝わり、1900年の義和団の乱でも使用が確認されている。
朝鮮では文禄・慶長の役での日本軍の刀槍による死傷を考慮し、国王宣祖が中国武術を学ぶことを軍に命じた。明軍からの指導と、教本として戚継光の兵書『紀効新書』と、これを要約した『武芸諸譜』を採用したことから、朝鮮でも使用されるようになった。現代では十八技の一つになっている。